# اسم قانوني
الاسم القانوني أو الاسم الرسمي مصطلح يراد به الإشارة إلى الاسم الذي يُحدّد هوية الشخص لأغراض قانونية وإدارية وأغراض رسمية أخرى. بشكل عام، أوّل اسم قانوني للشخص هو ذلك الاسم المُعطى له عند ولادته والمُسجّل في شهادة الميلاد، والمعروف باسم اسم الولادة، ولكنه قد يتغير ما بعد ذلك. تفرض معظم السلطات القضائية استخدام اسم قانوني لجميع الأغراض القانونية والإدارية، وبعض السلطات القضائية تسمح أو تفرض تسجيل تغيير الاسم عند الزواج. قد يلزم استخدام الاسم القانوني في وثائق حكومية مختلفة. يُستخدم المصطلح أيضًا عندما يغير الشخص اسمه الأول أو الكامل، ويحدث ذلك بعد بلوغ سن قانوني مُعيّن (عادة ما يكون ثمانية عشر عامًا أو أكثر، على الرغم من أنه يمكن أن يكون منخفضًا مثل أربعة عشر عامًا في العديد من الدول الأوروبية).
غالبًا ما يكون الاسم القانوني للشخص هو نفس الاسم الشخصي، الذي يتألف من الاسم المُعطى أو الاسم الأوّل للشخص إضافة إلى اسم العائلة. وقد يختلف الوضع باختلاف الثقافة والبلد. هناك أيضًا اختلافات من بلد لآخر حول التغييرات في الأسماء القانونية عن طريق الزواج. (انظر اسم الزوجية.)
تشترط معظم البلدان بموجب القانون تسجيل اسم للأطفال حديثي الولادة، وتفرض بعض الدول قائمة بأسماء «غير مرغوب بها». في عام 1991، رفض زوجان سويديان إعطاء طفلهما اسمًا قانونيًا، احتجاجًا على قوانين التسمية المفروضة في البلد، وفي عام 1996، غُرِّم الزوجان لعدم تسجيل اسم لطفلهم رغم مرور خمس سنوات على ولادته، بعد محاولتيهما الفاشلتين في تسجيل الطفل باسم «Brfxxccxxmnpcccclllmmnprxvclmnckssqlbb11116» ثم باسم: «A».